# Kanton Saint-Maixent-l'École-1
Kanton Saint-Maixent-l'École-1 is een voormalig kanton van het Franse departement Deux-Sèvres. Kanton Saint-Maixent-l'École-1 maakte deel uit van het arrondissement Niort en telde 14.070 inwoners (1999). Het werd opgeheven bij decreet van 18 februari 2014 met uitwerking op 22 maart 2015.

## Gemeenten
Het kanton Saint-Maixent-l'École-1 omvatte de volgende gemeenten:
- Augé
- Azay-le-Brûlé
- Cherveux
- François
- La Crèche
- Saint-Maixent-l'École (deels, hoofdplaats)
- Saivres